# 平間壮一
平間 壮一（ひらま そういち、1990年2月1日 - ）は、日本の俳優である。
北海道石狩市出身。アクターズスタジオ北海道本部校を経て、現在はアミューズに所属。

## 人物
- アクターズスタジオ北海道本部校出身
- 利き手：左利き
- 身長：167cm
- 体重：55kg（2010年）
- 特技：ダンス・スノーボード可
- 同じ事務所の青柳塁斗とは小学4年生のときから幼馴染であり、一緒の飛行機で東京に上京してきた。
- 過去には札幌市北区のYOSAKOIソーランチーム新琴似天舞龍神に在籍。

## 出演
※主演は太字

### ドラマ
- ザ・クイズショウ 第3話（2009年5月2日、日本テレビ）
- サイン（2011年1月、毎日放送） - 渡辺綱 役
- 白虎隊〜敗れざる者たち（2013年1月2日、テレビ東京） - 沖田総司 役
- 家族ゲーム 第5・6話（2013年5月15・22日、フジテレビ） - 高津 役
- ぶっせん（2013年7月16日 - 9月24日、TBS） - 金城博 役
- ダンダリン 労働基準監督官 第4話（2013年10月23日、日本テレビ）
- あなたのことはそれほど 第3話（2017年5月2日、TBS） - 千葉翔太 役

### 映画
- FROGS on Screen（2008年10月18日 - 31日、東京丸の内TOEI2 他）
- ヘブンズ・ドア（2009年2月7日）
- クローズZERO II（2009年4月11日）
- キラー・ヴァージンロード（2009年9月12日）
- 幕末高校生（2014年7月26日）
- Amuse Presents SUPER HANDSOME LIVE 2022 “ROCK YOU! ROCK ME!!”（2023年5月公開予定）[3]

### CM
- 任天堂 ドンキーコンガ2（2008年）
- ゆうちょ銀行 日本全国、ゆうちょ家族 「新生活1/給与口座」篇（2011年）

### 舞台
- FROGS（2007年3月14日 - 21日、池袋シアターグリーン） - ヒロシ 役
- FROGS（再演 2007年9月21日 - 24日、池袋東京芸術劇場中ホール） - ヒロシ/カケル 役
- FROGS（再々演 2008年3月19日 - 23日、東京/3月28日 - 30日、大阪：天王洲銀河劇場） - ヒロシ/カケル 役
- 踊る!職業不安定所（2008年4月30日 - 5月8日、東京芸術劇場・小ホール2）
- ラストシーン（2008年6月18日 - 22日、池袋シアターグリーンBIG TREE THEATER）
- FROGS（2009年2月11日 - 15日、東京：サンシャイン劇場/2月20日 - 22日、神戸：新神戸オリエンタル劇場） - ヒロシ/カケル 役
- 地球ゴージャスプロデュース公演 vol.10『星の大地に降る涙』（2009年6月20日 - 7月26日、赤坂ACTシアター/7月30日 - 8月3日、道新ホール/8月7日 - 17日、梅田芸術劇場メインホール） - クルル 役
- 剱伎衆かむゐ本公演vol.3『HUN-DON　混沌〜こんとん〜』（2010年1月13日 - 16日、座・高円寺1）
- 小倉久寛 ひとり立ち公演vol2『ウノ!ドス!トレス!』〜おためし企画スマイルツアー（2010年2月19日 - 28日、新宿シアターサンモール）
- BLACK PEARL（2010年4月7日 - 11日、紀伊國屋サザンシアター） - 三田村隼人役
- 30-DELUX 電撃チョモランマ隊MIX スペース・ウォーズ（2010年5月19日 - 23日、東京・新宿シアターサンモール/5月28日 - 30日、大阪・ABCホール/6月4日 - 6日、名古屋・テレピアホール/6月12日 - 13日、福岡・西鉄ホール） - 鬼塚真実役
- 30-DELUX 電撃チョモランマ隊MIX スペース・ウォーズ 東京アンコール公演（2010年7月22日 - 25日、東京グローブ座） - 鬼塚真実 役
- BLACK&WHITE（2010年8月28日 - 9月5日、サンシャイン劇場） - 盲目の少年 役、他
- タンブリング vol.2（2011年5月18日 - 22日、赤坂ACTシアター/5月27日 - 29日、御園座/6月3日 - 5日、シアターBRAVA!/7月2日 - 3日、東京国際フォーラム） - 土田孝之 役
- 冒険絵本 PINOCCHIO-ピノキオ-（2011年8月12日 - 22日、渋谷区文化総合センターさくらホール/8月25日 - 28日、シアターBRAVA!） - コオロギ 役
- Mystic Topaz（2011年10月1日 - 16日、シアターサンモール） - カオル（仮：サトシ） 役
- ハロー，イエスタデイ（2012年3月14日 - 18日、全労済ホール スペース・ゼロ） - 高田慎吾 役
- ロミオ&ジュリエット（2012年4月29日 - 5月27日、赤坂ACTシアター/5月31日 - 6月10日、シアターBRAVA!） - サムソン 役
- 宝石シリーズ 3部作最終章JEWELRY HOTEL（2012年7月13日 - 22日、紀伊國屋ホール） - 坂口はじめ 役
- 双牙〜ソウガ〜（2012年10月4日 - 9日、シアター1010） - ツムギ 役
- DANCE EARTH〜生命の鼓動〜（2013年2月1日 - 23日、品川ステラボール）
- 見上げればあの日と同じ空（2013年4月4日 - 15日、紀伊國屋ホール） - 成瀬勇 役
- THE ALUCARD SHOW（2013年8月2日 - 25日、AiiA Theater Tokyo） - オルロック 役
- ぶっせん（2013年11月6日 - 17日、赤坂ACTシアター/12月6日、梅田芸術劇場メインホール） - 金城博 役
- レディ・ベス（2014年4月13日 - 5月25日、帝国劇場/7月19日 - 8月3日、梅田芸術劇場/8月10日 - 9月7日、博多座/9月13日 - 23日、中日劇場） - バギー・リンガー 役
- オーシャンズ11（2014年10月23日 - 11月2日、梅田芸術劇場） - イェン 役
- THE ALUCARD SHOW（2014年11月14日 - 24日、AiiA Theater Tokyo） - オルロック 役
- 曇天に笑う（2015年2月21日 - 3月1日、天王洲銀河劇場） - 金城白子 役
- 地球ゴージャス　20th Anniversary GALA CONCERT（2015年3月29日、舞浜アンフィシアター）
- WASABEATS（2015年4月22日 - 26日、Zeppブルーシアター六本木）
- RENT - エンジェル 役（2015年・2017年） / マーク・コーエン役 ※花村想太（Da-iCE）とWキャスト（2020年・2023年）
  - （2015年9月8日 - 10月9日、シアタークリエ）
  - （2017年7月2日 - 8月6日、シアタークリエ）[4]
  - （2020年11月1日 - 12月6日、シアタークリエ）[5]
  - （2023年3月8日 - 4月2日、シアタークリエ）[6]
- 地球ゴージャスプロデュース公演Vol.14「The Love Bugs」（2016年1月 - 3月、赤坂ACTシアター/愛知県芸術劇場 大ホール/福岡サンパレス/フェスティバルホール）[7]
- 朗読劇 私の頭の中の消しゴム 8th letter（2016年4月、天王洲銀河劇場） - 浩介 役 [8]
- ラディアント・ベイビー〜キース・ヘリングの生涯（2016年6月、シアタークリエ） - ツエン・クワン・チー 役
- ミュージカル『バイオハザード 〜ヴォイス・オブ・ガイア〜』（2016年9月 - 11月、赤坂ACTシアター/梅田芸術劇場メインホール） - ロブロ 役
- ミュージカル『ロミオ&ジュリエット』 - マーキューシオ 役
  - (2017年1月 - 3月、赤坂ACTシアター/梅田芸術劇場メインホール）
  - (2019 2月 - 4月 、東京国際フォーラムホールC/刈谷市総合文化センター/梅田芸術劇場メインホール
- ONWARD  presents 劇団☆新感線『髑髏城の七人 Season月』上弦の月 Produced by TBS（2017年11月23日 -  2018年2月21日 、IHIステージアラウンド東京） - 霧丸（きりまる） 役
- 『Colouring Musical Indigo Tomato』 - タカシ 役
  - (2018年、5月 - 6月、博品館劇場/サンケイブリーゼ)
  - (2019、11月 - 12月、いわきアリオス小劇場/札幌市教育文化会館大ホール/東大阪市文化創造館小ホール/福岡ももちパレスホール/北國新聞赤羽ホール/東京グローブ座)[2]
- ゴースト（2018年8月 - 9月、シアタークリエ/サンケイホールブリーゼ/久留米シティプラザ ザ・グランドホール/刈谷市総合文化センターアイリス） - カール 役
- 舞台『黒白珠』（2019年6月 - 7月、Bunkamuraシアターコクーン/兵庫県立芸術文化センター阪急中ホール/刈谷市総合文化センターアイリス大ホール/長崎ブリック大ホール/久留米シティプラザブランドホール） - 信谷光 役
- ミュージカル『ドン・ジュアン』（2019年8月 - 10月、TBS赤坂ACTシアター/刈谷市総合文化センター アイリス大ホール） - ラファエル 役
- ミュージカル『ホイッスル・ダウン・ザ・ウィンド～汚れなき瞳～』（2020年3月、日生劇場） - エイモス 役
- ミュージカル『ヘアスプレー』- シーウィード 役
  - （2020年6月、東京建物 Brillia HALL 他） ※コロナ禍のため公演中止
  - （2022年9月 - 11月、東京建物 Brillia HALLほか）[9]
- ブロードウェイ・ミュージカル『イン・ザ・ハイツ』（2021年3月 - 4月、TBS赤坂ACTシアター 他 / 2024年9月 - 10月、天王洲 銀河劇場 他） - ウスナビ役 ※Micro(Def Tech)とWキャスト[10]
- ミュージカル『The View Upstairs-君と見た、あの日-』（2022年2月1日 - 13日、日本青年館ホール） - デザイナー・ウェス 役[11]
- 音楽劇「クラウディア」（2022年7月、東京建物 Brillia HALL） - 龍の子 役 ※新原泰祐とWキャスト
- ミュージカル「キングアーサー」（2023年1月 - 3月公演予定、新国立劇場 中劇場 他） - ランスロット 役  ※太田基裕とWキャスト[12]
- 東宝音楽劇「ダ・ポンテ」（2023年6月21日-25日、シアター1010 / 6月30日-7月1日、日本特殊陶業市民会館ビレッジホール / 7月9日-16日、東京建物Brillia HALL / 7月20日-24日、新歌舞伎座、演出：青木豪） - ヴォルフガング・アマデウス・モーツァルト 役
- a new musical『ヴァグラント』（2023年8月19日-31、明治座/9月15日-18日、新歌舞伎座）※東京公演一部中止　- 佐之助 役※廣野凌大とWキャスト
- カウントダウン ミュージカルコンサート 2023-2024（2023年12月31日、東京国際フォーラム ホールA）[13]
- テラヤマ・キャバレー（2024年2月9日 - 29日、日生劇場 / 3月5日 - 10日、梅田芸術劇場 メインホール）[14]
- 無伴奏ソナタ -The Musical-（2024年7月26日 - 8月4日、サンシャイン劇場 / 8月10日・11日、森ノ宮ピロティホール） - クリスチャン 役[15]
- ミュージカル「ワイルド・グレイ」（2025年1月8日 - 26日、新国立劇場 小劇場 / 2月14日 - 16日、森ノ宮ピロティホール / 2月22日、高崎芸術劇場 スタジオシアター） - ロバート・ロス 役※福士誠治とWキャスト[16]
- W3 ワンダースリー（2025年6月7日 - 29日、THEATER MILANO-Za / 7月4日 - 6日、兵庫県立芸術文化センター 阪急中ホール） - 星光一 役[17][18]
- PARCO PRODUCE 2025 音楽劇「MONDAYS/このタイムループ、まだまだ終わらない!?」（2025年10月5日 - 27日〈予定〉、PARCO劇場 / 11月1日 - 3日〈予定〉、森ノ宮ピロティホール / 11月8日・9日〈予定〉、サントミューゼ 上田市交流文化芸術センター 大ホール）[19]

### DVD
- 舞台『FROGS』
- 『FROGS spin off』
- 舞台『FROGS 2008 SPRING』
- 舞台『ラストシーン』
- 『DOCUMENTARY OF FROGS』
- 『THE GAME 〜Boy's Film Show〜』（2009年12月、アミューズソフトエンタテインメント）
- 舞台『BLACK PEARL』（2010年8月、アミューズソフトエンタテインメント）
- 舞台『BLACK&WHITE』（2010年11月、アミューズソフトエンタテインメント）
- 『THE GAME 〜Boy's Film Show2010〜』（2010年12月、アミューズソフトエンタテインメント）
- 舞台『スペース・ウォーズ ツアー版』（2011年1月）
- 舞台『スペース・ウォーズ アンコール公演版』（2011年2月）
- ドラマ『サイン』（2011年4月、アミューズソフトエンタテインメント）
- 舞台『タンブリングvol.2』（2011年10月、TCエンタテインメント）
- 舞台『冒険絵本 PINOCCHIO-ピノキオ-』（2011年12月、アミューズソフトエンタテインメント）
- 舞台『Mystic Topaz』（2012年2月、アミューズソフトエンタテインメント）
- 舞台『ハロー，イエスタデイ』（2012年8月、トライフルエンターテインメント）
- 舞台『ロミオ＆ジュリエット』（2012年9月、アミューズソフトエンタテインメント）
- 舞台『JEWELRY HOTEL』（2012年11月、アミューズソフトエンタテインメント）
- 舞台『双牙〜ソウガ〜』（2013年4月、トライフルエンターテインメント）
- 舞台『DANCE EARTH〜生命の鼓動〜』（2013年10月、ネルケプランニング）
- 舞台『見上げればあの日と同じ空』（2013年10月、アミューズソフトエンタテインメント）
- ドラマ『ぶっせん』（2013年11月、ポニーキャニオン）
- 舞台『ぶっせん』（2014年1月、ポニーキャニオン）

### ライブ
- AMUSE PRESENTS'07 ハンサム祭り〜お台場紅白歌合戦〜（2007年12月30日、Zepp Tokyo）
- AMUSE PRESENTS SUPER LIVE 2008 〜今宵 あなたとシンギングー〜（2008年12月30日、Zepp Tokyo）
- AMUSE PRESENTS'09 SUPERハンサムLIVE 2009 ♂男 da 男!!♂（ダンダダン）（2009年12月29日 - 30日、Zepp Tokyo）
- THE GAME 〜Boy's Film Show〜（2010年8月2日 - 4日、五反田・ゆうぽうとホール/8月13日 - 15日、メルパルク大阪）
- AMUSE PRESENTS SUPER ハンサム LIVE'10（2010年12月29日 - 30日、Zepp Tokyo）
- AMUSE PRESENTS SUPER ハンサム LIVE 2011（2011年12月26日 - 28日、パシフィコ横浜）
- AMUSE PRESENTS SUPER ハンサム LIVE 2012（2012年12月26日 - 28日、パシフィコ横浜）
- AMUSE PRESENTS SUPER ハンサム LIVE 2013（2013年12月26日 - 27日、舞浜アンフィシアター）
- AMUSE PRESENTS SUPER ハンサム LIVE 2014（2014年12月26日 - 28日、パシフィコ横浜）
- AMUSE PRESENTS HANDSOME FESTIVAL 2016（2016年12月17日 - 18日、TOKYO DOME CITY HALL/12月29日、東京国際フォーラム ホールA）
- 3LDK presents MUSICAL SHOWCASE(2017年10月2日、Mt.RAINIER HALL)
- 3LDK presents TIME3LIP(2018年3月10日、TFT HALL 1000/6月11日、大阪サンケイブリーゼ/6月18日、めぐろパーシモンホール)
- Act Against AIDS 2018 『THE VARIETY 26』(2018年12月1日、日本武道館)
- 15th Anniversary SUPER HANDSOME LIVE「JUMP↑ with YOU」（2020年2月15日、両国国技館） - 15th Anniversary Guest
- Act Against Anything VOL.1「THE VARIETY 27」（2020年12月1日、日本武道館）
- Amuse Presents SUPER HANDSOME LIVE 2022 “ROCK YOU! ROCK ME!!”（2022年12月30日、LINE CUBE SHIBUYA）
- Amuse Presents SUPER HANDSOME LIVE 2024「WE AHHHHH!」（2024年3月22日 - 24日、LINE CUBE SHIBUYA）

## 書籍
- 1st PHOTO BOOK『#』（ワニブックス、2015年11月28日）[20]